# Greta Garbo

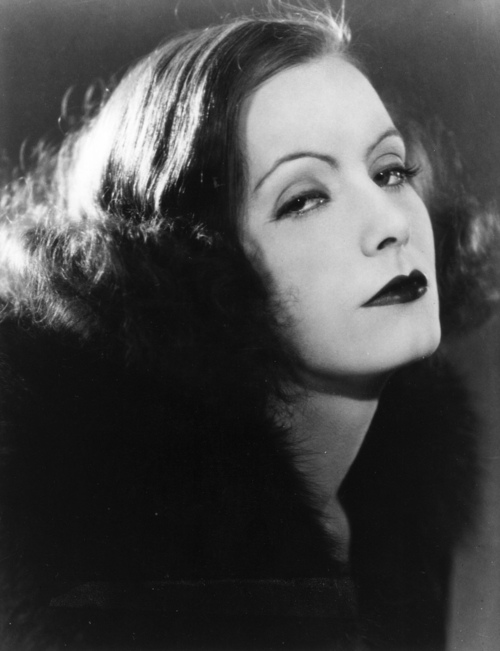
Greta Garbo fotografiert von Ruth Harriet Louise um 1930

Greta Garbo (* 18. September 1905 als Greta Lovisa Gustafsson in Stockholm; † 15. April 1990 in New York City) war eine schwedisch-US-amerikanische Filmschauspielerin. Sie gilt als Hollywood-Ikone und wurde vom American Film Institute 1999 in seiner Liste der 25 größten weiblichen Leinwandlegenden aller Zeiten auf Platz 5 gewählt. Aufgrund ihrer zeitlosen Schönheit und ihrer geheimnisvollen Ausstrahlung erhielt sie von der Presse Beinamen wie „die Göttliche“ oder „schwedische Sphinx“. Ihre Filmkarriere begann Anfang der 1920er Jahre und dauerte knapp zwei Jahrzehnte. Im Gegensatz zu vielen anderen Stars der Stummfilm-Ära schaffte Greta Garbo den Übergang zum Tonfilm. 1941 zog sie sich von der Leinwand zurück. Auf der Oscarverleihung 1955 wurde die Schauspielerin für ihre „unvergesslichen Leinwandauftritte“ mit einem Ehrenoscar ausgezeichnet.

## Leben und Karriere

### Die frühen Jahre

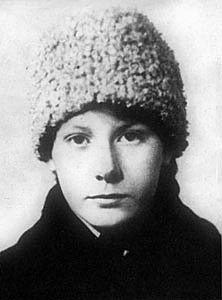
Greta Garbo, Foto von 1919

Garbo wurde als Greta Lovisa Gustafsson am 18. September 1905 in der Gamla Södra BB Geburtsklinik in Stockholm geboren. Sie war das jüngste der drei Kinder von Karl Alfred „Kalle“ Gustafsson (1871–1920) und Anna Lovisa Gustafsson (geborene Karlsson; 1872–1944). Ihre Eltern hatten bereits einen Sohn namens Sven Alfred (1898–1967) und eine Tochter namens Alva Maria (1903–1926). Die Familie lebte in angespannten finanziellen Verhältnissen in der Blekingegatan 32 im Stockholmer Arbeiterviertel Södermalm. Ab August 1912 besuchte Greta die Katarina Södra Volksschule in Södermalm, die sie im Juni 1919 – für ein Mädchen aus der Arbeiterklasse in der damaligen Zeit nicht ungewöhnlich – im Alter von 13 Jahren verließ. Während ihrer Schulzeit sang sie im Kirchenchor und spielte in Amateurtheatern. Da sie kein Geld hatte, um sich professionelle Theatervorstellungen anzusehen, wartete sie häufig am Hinterausgang des Stockholmer Mosebacke Theaters, um die ein- und ausgehenden Schauspieler zu beobachten. In einem Interview mit Ruth Biery für das US-amerikanische Magazin Photoplay aus dem Jahr 1927 erinnerte sich Garbo:

“I would smell the greasepaint. There is no smell in the world like the smell of a backyard of a theatre. No smell that will mean that much to me – ever!”

„Ich konnte die Theaterschminke riechen. Kein Geruch der Welt lässt sich mit dem eines Theaterhinterhofs vergleichen. Kein anderer Geruch wird mir jemals so viel bedeuten.“

Sie war 14 Jahre alt, als ihr Vater starb. Um die Familie zu unterstützen, arbeitete sie zunächst als tvålflicka („Einseifmädchen“) bei einem Friseur. Ihr Einkommen verbesserte sich, als sie im Juli 1920 eine Stelle in dem bekannten Stockholmer Warenhaus PUB erhielt. Im Januar 1921 posierte Garbo zum ersten Mal vor einer Kamera; für die Frühlingsausgabe des hauseigenen Katalogs mit einer Auflage von 50.000 Exemplaren führte sie verschiedene Damenhüte vor. Im selben Jahr wirkten Greta und ihre Schwester Alva Maria als Statistinnen in der schwedischen Stummfilmproduktion En lyckoriddare mit. Außerdem trat sie in den zwei kurzen Werbefilmen Herr och Fru Stockholm aus dem Jahr 1921 und Konsum Stockholm Promo, der 1922 gedreht wurde, auf.

### Karrierebeginn in der Stummfilm-Ära

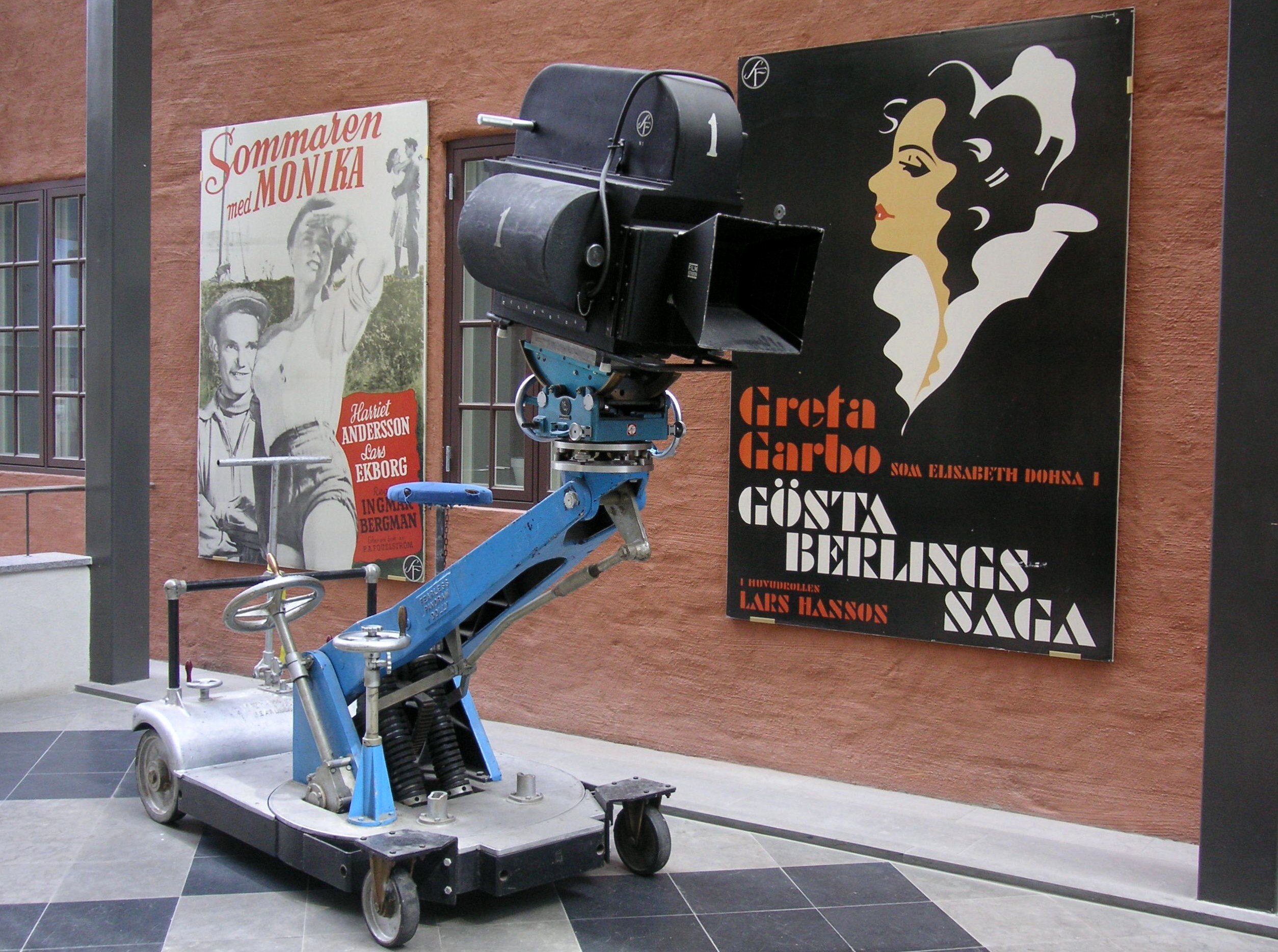
Greta Garbo auf einem Filmplakat für Gösta Berling 1924 (Filmstaden, Solna)

Im Juli 1922 begegnete sie in der Hutabteilung von PUB dem Regisseur Erik A. Petschler, der ihr eine kleine Rolle in der Slapstickkomödie Luffar-Petter gab. Der Stummfilm, in dem sie noch unter ihrem Geburtsnamen Greta Gustafsson im Badeanzug auftrat, war eine Amateurproduktion ohne richtige Dramaturgie oder markante Figuren. Gleichwohl kündigte sie für das Engagement ihre Anstellung bei PUB mit der Begründung „Eintritt ins Filmgeschäft“. Die schwedische Presse würdigte ihr Debüt mit den Worten:

„obgleich amerikanische Badeschönheiten vielleicht schöner und zarter sind, haben unsere schwedischen mehr Frische und Charme […] Greta Gustafsson […] könnte durchaus ein schwedischer Filmstar werden.“

Fest entschlossen, Schauspielerin zu werden, bestand Garbo im August 1922 die Aufnahmeprüfung für die renommierte Dramatens elevskola, die Schauspielakademie des Königlichen Dramatischen Theaters in Stockholm. Noch Jahrzehnte später erzählte sie, dass sowohl das Vorsprechen als auch die anschließende Aufnahme in die Akademie die aufregendsten und glücklichsten Momente ihres gesamten Lebens gewesen seien.

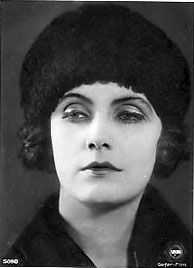
Greta Garbo in Die freudlose Gasse, 1925

Noch während der Ausbildung wurde sie von dem international bekannten schwedischen Regisseur Mauritz Stiller entdeckt, der gerade die Besetzung für die Verfilmung des Romans Gösta Berling von Selma Lagerlöf zusammenstellte. Stiller veranlasste Probeaufnahmen und war von dem natürlichen Talent und der Ausstrahlung der jungen Schauspielerin so angetan, dass er ihr 1923 die Rolle der Gräfin Elisabeth Dohna gab. Die fast ein Jahr andauernden Dreharbeiten waren hart für die junge und unerfahrene Schauspielerin. Stiller galt als Perfektionist und hielt sich mit Kritik und verbalen Beschimpfungen nicht zurück, wenn er mit ihrer Leistung nicht zufrieden war. Gleichzeitig förderte er sie, indem er ihr beibrachte, sich vorteilhaft zu kleiden und vor der Kamera zu bewegen. Stiller war es auch, der sie dazu veranlasste, sich den Künstlernamen Garbo zu geben. Gösta Berling hatte im März 1924 in Stockholm Uraufführung und kam im August 1924 in den deutschen Verleih.
Nach dem großen finanziellen und künstlerischen Erfolg von Gösta Berling bekamen Garbo und Stiller das Angebot, an der deutschen Verfilmung des Romans Die Odaliske von Smolny von Vladimir Semitjov mitzuwirken. In dem Drama über die Flucht einer jungen russischen Adligen vor der Oktoberrevolution sollte Garbo unter der Regie von Stiller die weibliche Hauptrolle übernehmen. Im November 1924 verließ sie die Schauspielakademie und fuhr mit Stiller nach Bulgarien und in die Türkei, um geeignete Drehorte für das Projekt zu finden. Am Ende zerschlugen sich die Pläne jedoch. Garbo wirkte stattdessen 1925 in Georg Wilhelm Pabsts Die freudlose Gasse mit.

### Durchbruch in Hollywood

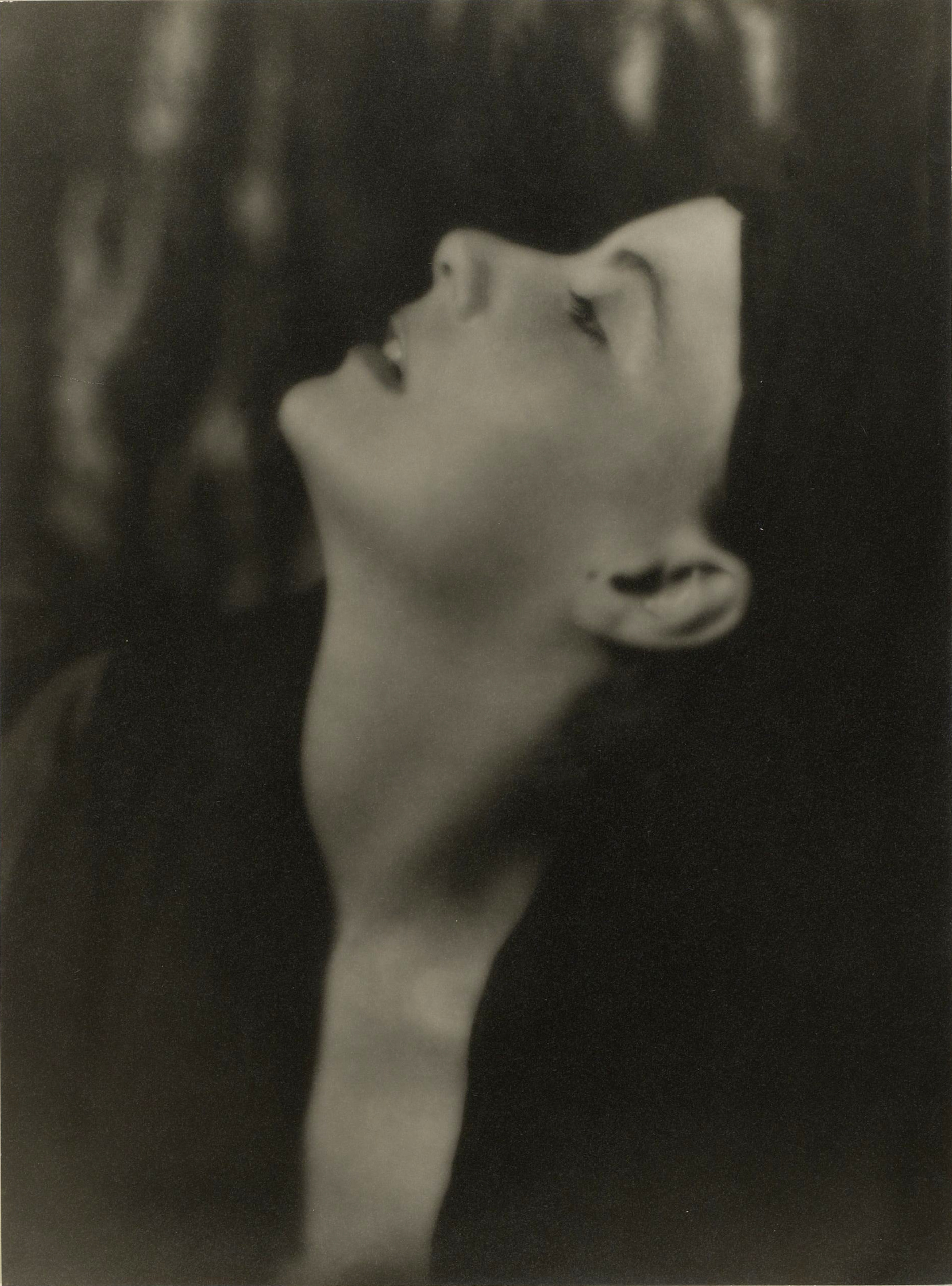
Greta Garbo, Foto: Arnold Genthe, 1925

Im selben Jahr unterschrieb Stiller einen Vertrag mit dem neugegründeten Hollywoodstudio MGM. Garbo begleitete ihren Mentor zu einem Treffen mit dem Studiochef Louis B. Mayer. Dieser war sehr angetan von der jungen Schwedin und gab ihr einen dreijährigen Studiovertrag. In den ersten beiden Filmen Fluten der Leidenschaft und Dämon Weib wurde Garbo in der Rolle von Südamerikanerinnen mit lockerem Lebenswandel eingesetzt. Die Kritiker priesen die Schauspielerin als aufregende Entdeckung. Bedeutungsvoll für den weiteren Verlauf ihrer Karriere wurde die Zusammenarbeit mit Kameramann William H. Daniels. Er erkannte, dass die Intensität und die Schönheit ihrer Darstellung am besten in extremen Nahaufnahmen zur Geltung kamen. Aufnahmen in der Totalen waren seitdem in Garbo-Filmen eher die Ausnahme. Daniels wirkte bei nahezu allen ihren Filmen mit. Er setzte durch, dass die Filmsets hermetisch für Besucher und Unbefugte geschlossen wurden, da die Schauspielerin auf Störungen empfindlich reagierte und sich nicht in dem Maße konzentrieren konnte, das sie für nötig erachtete.

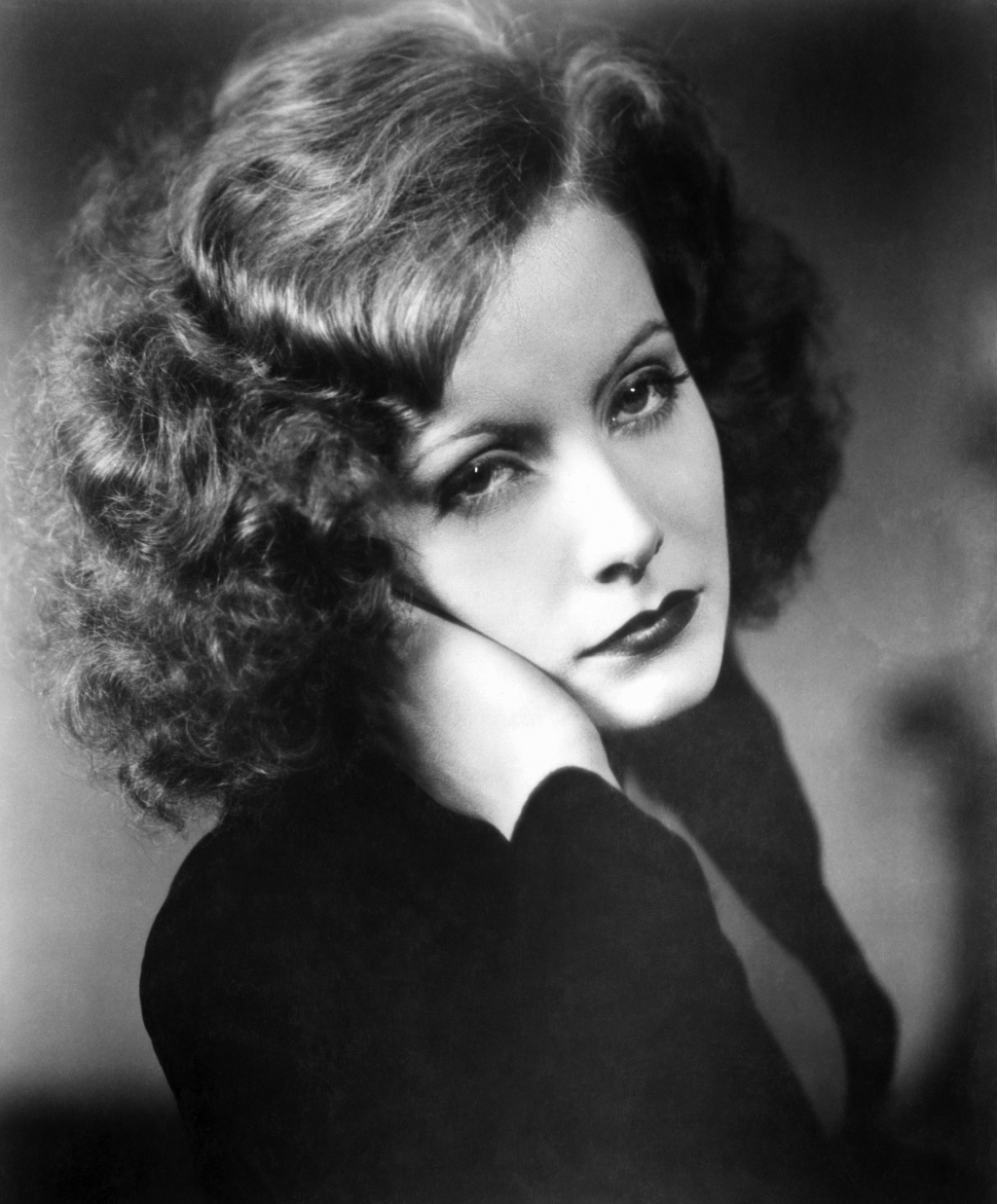
Greta Garbo, 1928

Nachdem ihre ersten Filme finanziell relativ erfolgreich waren, gelang der Durchbruch mit Es war, der im Januar 1927 in den nationalen Verleih kam. Ihr Filmpartner John Gilbert und sie verliebten sich während der Dreharbeiten ineinander. Der Streifen, der auf einem Stück von Hermann Sudermann basiert, wurde ein großer Kassenerfolg. Garbo arbeitete hier erstmals gemeinsam mit dem Regisseur Clarence Brown, der später bei ihren Filmen noch oft Regie führte. Der Erfolg des Films ließ das Publikum und die Produzenten nach einem neuen Garbo-Film rufen. Doch die Schauspielerin war unzufrieden, immer nur – wie sie es nannte – „schlechte Weiber“ zu spielen, und lehnte deshalb die Rolle in Women Love Diamonds ab. Garbo war zudem der Meinung, ihre wöchentliche Gage von 500 US-Dollar sei zu wenig für einen Star, den jeder auf der Leinwand sehen wolle. Sie streikte sieben Monate lang, bis das Studio ihr Gehalt auf 5.000 US-Dollar erhöhte und ihr ein breiteres Rollenspektrum garantierte. Unmittelbar danach drehte sie mit John Gilbert eine stark gekürzte Version von Anna Karenina. Von dem Film wurden zwei alternative Enden gedreht: für den US-amerikanischen Markt ein glückliches Ende, während der Rest der Welt, der mit Tolstois Werk eher vertraut war, den tragischen Schluss der Vorlage zu sehen bekam. Der Film hieß in den Vereinigten Staaten, dem Happy End entsprechend, schlicht Love und wurde dort mit dem Slogan „Gilbert and Garbo in Love“ beworben.
Die meisten Stummfilme, die Garbo noch drehte, waren weit davon entfernt, Klassiker des Genres zu werden; sie spielten jedoch nicht nur die Herstellungskosten ein, sondern warfen auch Gewinn ab. In der Regel drehte sich die Handlung um eine junge Frau, die romantische Verwicklungen zwischen einem leidenschaftlichen Liebhaber und dem meist älteren Ehemann – vorzugsweise gespielt von Lewis Stone – bestehen muss. Eine gewisse Ausnahme bildete Unsichtbare Fesseln, der die Schauspielerin als junge Amerikanerin mit fortschrittlichen Ideen über die Beziehungen zwischen den Geschlechtern präsentiert. Die Heldin lebt einige Zeit ganz offen mit einem Mann, gespielt von Nils Asther, zusammen, ohne verheiratet zu sein. Die beiden kreuzen auf einem Segelschiff mit dem Namen The All Alone in der Südsee. Auch macht die von Garbo gespielte Filmfigur häufig Spaziergänge allein im Regen. Beides sind mehr oder weniger subtile Anspielungen auf die zurückgezogene und einzelgängerische Attitüde Garbos, die zu ihrem Markenzeichen geworden war.

### Erfolge in der Tonfilm-Ära

#### 1930–1932
Mit dem Aufkommen des Tonfilms schien Garbos Stellung als einer der Topstars des Studios in Gefahr. Andere europäische Schauspieler der Zeit wie Vilma Bánky, Emil Jannings, Pola Negri oder Lars Hanson scheiterten an der Herausforderung, ein verständliches Englisch zu sprechen. Dazu kam eine gewisse Unsicherheit, ob die herausgehobene Stellung von Greta Garbo nicht durch den Tonfilm gefährdet sei. Die allgemeine Ratlosigkeit brachte die Zeitung Los Angeles Examiner am 18. Januar 1930 auf den Punkt:

“Much discussion has been provoked among the fans of the Swedish star over her forthcoming debut in the talkies. Some maintain her charm will be enhanced, while others declare the lure of the exotic actress lies in her ability to make audiences feel emotion by suggestion.”

„Unter den Fans des schwedischen Stars hat das anstehende Tonfilmdebüt hitzige Diskussionen ausgelöst. Einige meinen, ihre Faszination werde durch den Ton noch gesteigert, während andere behaupten, die Anziehungskraft der exotischen Schauspielerin liege in ihrer Fähigkeit, beim Publikum durch reine Andeutungen Gefühle zu wecken.“

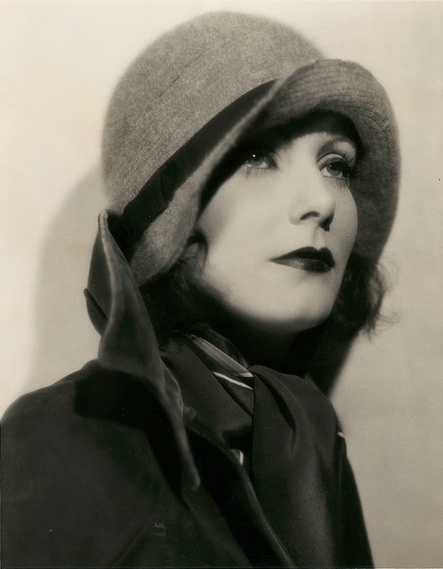
Garbo um 1930

MGM zögerte daher damit, Garbo in einem Tonfilm einzusetzen. Erst als Anfang 1930 die Aufnahmetechnik verbessert war und Garbo ihre Aussprache perfektioniert hatte, wagte man, sie in einer Sprechrolle zu präsentieren. Der Chefproduzent der MGM, Irving Thalberg, versuchte zunächst, für Garbo die Rechte an George Bernard Shaws Stück Die heilige Johanna zu erwerben, was jedoch scheiterte. Die Wahl für das Debüt fiel 1930 schließlich überraschend auf die Rolle der verbitterten, alkoholkranken schwedischstämmigen Prostituierten Anna Christie im gleichnamigen Stück von Eugene O’Neill. Garbo tritt erst nach gut einer Viertelstunde auf. Sie setzt sich schweigend hin und spricht ihren ersten Dialogsatz mit einem deutlichen englisch-schwedischen Akzent:

“Gimme a whiskey, ginger ale on the side and don’t be stingy, baby.”

Greta Garbo drehte auch eine deutsche Version. Sie behauptete, sie habe darin ihre beste darstellerische Leistung überhaupt abgeliefert. Der berühmt gewordene erste Satz lautete auf Deutsch:

„Whiskey, aber nicht zu knapp.“

Die Schauspielerin erhielt auf der Oscarverleihung 1930 für Anna Christie und Romanze jeweils eine Nominierung für den Oscar als beste Darstellerin, musste jedoch Norma Shearer den Vortritt lassen.
Für Garbo folgten 1931 drei weitere Filme: Yvonne, der sie neben Robert Montgomery als dessen künstlerische Muse einsetzte, war finanziell ein Erfolg, in künstlerischer Hinsicht jedoch enttäuschend. Mata Hari, eine romantisierte Biografie der berühmten Spionin, wurde mit erheblichem Aufwand produziert; Chefdesigner Gilbert Adrian entwarf einige der auffälligsten, wenn nicht bizarrsten Kostüme, die Garbo in ihrer gesamten Laufbahn präsentierte. Am Anfang sieht man Garbo in einer Art Bikini, während sie einen exotischen Tanz aufführt. Später trägt sie ein völlig durchsichtiges Negligé, einen Hosenanzug aus Goldlamé und andere Kreationen. Allen gemeinsam ist, dass sie nicht das Geringste mit der eigentlichen Zeit, in der die Handlung spielt, zu tun haben. Spektakulär sind auch die unterschiedlichsten Hüte und Kopfbedeckungen, welche die exotische Aura von Greta Garbo noch unterstützen. Die Handlung selbst hat nur in Ansätzen Ähnlichkeit mit den wahren Gegebenheiten. Sie präsentiert Garbo durchweg als selbstbewusste, autonome Frau. Auf die harsche Zurechtweisung des Spionagechefs, sie habe bedingungslos zu gehorchen, antwortet sie im Original:

“I am Mata Hari. I am my own master.”

„Ich bin Mata Hari. Ich bin mein eigener Herr.“

Der Film erbrachte einen Gewinn von fast 900.000 US-Dollar und wurde so zu einer der kommerziell erfolgreichsten Produktionen der Schauspielerin. Als erster Film mit Garbo überhaupt hatte Mata Hari eine glanzvolle Galapremiere in Grauman’s Chinese Theatre erlebt. In der Fachpresse zeigte sich zudem einige Verwunderung, warum neben Garbo mit Ramón Novarro ein zweiter Name über dem Titel stand. Diese Form des Co-Starring war eher unüblich bei etablierten Stars.
Helgas Fall und Aufstieg setzte Garbo später im Jahr als Amerikanerin mit schwedischem Hintergrund ein, die von daheim wegläuft und nach vielen Irrwegen und Missverständnissen das wahre Glück findet. Zum ersten Mal bekam Garbo mit Clark Gable, dessen Aufstieg in den Monaten zuvor ihn zum begehrtesten Darsteller Hollywoods machte, einen zeitgenössischen, modernen Partner. Die Presse lobte daher auch die Möglichkeit, Garbo in den Armen eines typischen Amerikaners zu sehen. Am Drehbuch wirkten nicht weniger als 14 Autoren mit, was die unterschiedliche Qualität innerhalb des Films erklären könnte. Im Gegensatz zum inkohärenten Skript war die Kameraarbeit und die Lichtführung innovativ. Sie orientierte sich geschickt an deutschen Vorbildern und tauchte die Szenen in einen scharfen, für MGM-Produktionen ungewöhnlich harten Hell-Dunkel-Kontrast. Das Studio wollte Garbo und Gable sofort in der Produktion von Dschungel im Sturm einsetzen, doch ging die weibliche Rolle am Ende an Jean Harlow.
1932 war die Schauspielerin auf dem Gipfel ihrer Popularität angelangt. Sie verdiente über 302.000 US-Dollar im Jahr und war auf der Liste der zehn kassenträchtigsten Stars auf Platz 5. In Menschen im Hotel, ein Film in Starbesetzung, wurde Greta Garbo neben anderen Topstars des Studios wie Joan Crawford, Lionel Barrymore, John Barrymore und Wallace Beery eingesetzt. Sie hatte allerdings nur mit John Barrymore gemeinsame Szenen. In diesem Film sprach sie einen der berühmtesten Filmsätze überhaupt:

“I want to be alone.”

„Ich will allein sein.“

Nach Meinung einiger Kritiker war die Schauspielerin mit 27 zu jung und zu gutaussehend, um eine alternde Ballerina am Ende ihrer Karriere darzustellen. Viele Rezensenten urteilten, Joan Crawford habe im Film die beste Darstellung abgeliefert. Garbo hat in dem Film einige Szenen, in denen sie mit wenigen Mitteln große Intensität herstellt: sie berührt ihre Perlen und philosophiert über die Vergänglichkeit des Lebens, sie telefoniert mit dem Geliebten und liebkost zärtlich den Telefonhörer. Ihre Darstellung war so populär, dass die Komödiantin Marion Davies später im Jahr in dem Film Blondie of the Follies zusammen mit Jimmy Durante eine Parodie auf Garbo und John Barrymore ablieferte.
Zu den weniger bekannten Filmen der Garbo gehört der später im Jahr 1932 in den Verleih gebrachte Wie Du mich wünschst, eine relativ freie Adaption des gleichnamigen Stücks von Luigi Pirandello. Garbo trägt in der ersten Hälfte des Films als Cabaretsängerin Zara eine platinblonde Kurzhaarperücke und Hosenanzüge. Ihre gesamte Darstellung ist nach Meinung vieler Kritiker eine subtile Karikatur der Rollen von Marlene Dietrich. Diese Interpretation erhält zusätzliche Nahrung durch den Umstand, dass der Charakter von Garbo voll und ganz dem strengen Regiment ihres Impresario, dargestellt von Erich von Stroheim, unterworfen ist. Man kann darin durchaus eine Anspielung auf das Gespann Dietrich/von Sternberg sehen. Mit Beendigung der Dreharbeiten zu Wie Du mich wünschst beendete Greta Garbo ihren laufenden Vertrag mit dem Studio, verließ Hollywood für fast ein Jahr und kehrte nach Schweden zurück. Kurz vor ihrer Abreise unterschrieb sie einen neuen lukrativen Vertrag. Neben einer garantierten Gage von 250.000 US-Dollar sowie weitgehendem Mitspracherecht in Bezug auf Drehbuch, Besetzung und Auswahl des Regisseurs erhielt die Schauspielerin das Recht zugestanden, eine eigene Produktionsfirma zu gründen.

#### 1933–1936
Garbo kehrte 1933 zurück in die MGM-Studios nach Culver City. Während andere Stars des Studios in bis zu fünf Filmen pro Jahr zu sehen waren, machte MGM aus den raren Leinwandauftritten Garbos Ereignisse, die mit hohem publizistischem Aufwand begleitet wurden. Eine vergleichbar exklusive Stellung nahm nur Norma Shearer ein, die als Ehefrau von Produktionschef Irving Thalberg die einzige interne Rivalin darstellte. Garbos erster Film unter den neuen Bedingungen war Königin Christine. Nachdem zunächst Ernst Lubitsch, der bereits einige historische Filme in Deutschland und Amerika gedreht hatte, als Regisseur im Gespräch war, wurde am Ende Rouben Mamoulian verpflichtet. Zwei Szenen aus dem Werk sind sehr bekannt geworden: zunächst die Szene, in der sich Garbo wie zum Takt eines Metronoms langsam durch einen Raum bewegt und alle Gegenstände zärtlich berührt, die sie an die vergangene Nacht mit dem Geliebten erinnern. Berühmt geworden ist jedoch vor allem die Schlusseinstellung des Films, in der nur das vollkommen ruhige und leere Gesicht der Schauspielerin die Leinwand einnimmt. Der Film war mit fast 1,1 Millionen US-Dollar aufwendig produziert und spielte über 650.000 US-Dollar Gewinn ein. Damit trug Königin Christine entscheidend dazu bei, dass MGM selbst 1933, dem wirtschaftlich schwersten Jahr der Filmindustrie, einen Profit auswies. Der bunte Schleier aus dem Jahr 1934, frei nach Somerset Maugham, war weder ein finanzieller noch ein künstlerischer Erfolg und stieß auf ein verhaltenes Zuschauerinteresse. Der Film war weder bei der Kritik noch beim Publikum ein Erfolg. Sein einziges Verdienst: er machte in der Damenmode der Zeit den Pillbox-Hut populär, den die Schauspielerin in einigen Szenen getragen hatte.
Aufgrund der verhaltenen Reaktionen auf ihren letzten Auftritt bat Greta Garbo David O. Selznick, ihren nächsten Film zu produzieren. Dessen Vorschläge, die unter anderem Pläne für die Verfilmung von Opfer einer großen Liebe, The Flame Within oder My Antonia umfassten, wurden entweder vom Studio oder von Greta Garbo abgelehnt. Auch der Vorschlag, eine Filmbiografie von Isadora Duncan mit einem Drehbuch von Philip Barry zu realisieren, zerschlugen sich. Produzent und Star einigten sich schließlich auf Anna Karenina. Die Adaption litt von Anfang an unter den rigiden Zensurvorschriften jener Zeit. So konnten wichtige Aspekte der Beziehung von Wronsky und Anna nicht einmal angedeutet werden. Wie damals bei Garbo-Filmen beinahe üblich, gab es zudem viele Änderungen am Drehbuch. Das Endprodukt war eine inhaltlich gestraffte und an die Konventionen von Hollywood angepasste Adaption des Buchs. Der Film war kommerziell erfolgreich und brachte ihr die Auszeichnung „Beste Schauspielerin des Jahres“ der New Yorker Filmkritiker ein. Zu ihren bekanntesten Filmen gehört Die Kameliendame aus dem Jahre 1936. Garbo bekam als Partner Hollywoods neuesten Star Robert Taylor zur Seite gestellt. Dem Film selbst lag ein schon damals veraltetes Stück zugrunde, welches das traurige Schicksal einer edelmütigen Kurtisane mit einem Herz aus Gold schildert. Garbo lieferte nach Meinung der Kritiker eine reich nuancierte Darstellung. Von der mondänen Lebedame am Anfang über die erwachende Liebe zu ihrem Galan bis hin zur Todesszene bot sie eine kontrollierte und in sich stimmige Interpretation. Zu Recht gerühmt wurden ihre Szenen mit Henry Daniell, der einen sadistischen Baron spielt. Beide Schauspieler gestalten eine Szene, bei der sie am Klavier sitzen und der neue Liebhaber an der Tür klingelt, als Kammerspiel auf hohem Niveau. Garbo wurde erneut für den Oscar nominiert, unterlag jedoch zur allgemeinen Überraschung Luise Rainer.

#### 1937–1941
Das Studio setzte Greta Garbo 1937 erneut vor historischem Hintergrund ein. Sie spielte für die Gage von 275.000 US-Dollar die polnische Gräfin Maria Walewska, die Geliebte Napoleons (Charles Boyer) in dem gleichnamigen Film Maria Walewska. Die Produktionskosten eskalierten und beliefen sich am Ende auf rund 2,7 Mio. US-Dollar. Damit war dies die teuerste Produktion seit Ben Hur. Weder die Kritiker noch das Publikum hatten Interesse an der erneuten Darstellung von Garbo als einer Frau, die für die Liebe leidet. Am Ende beliefen sich die roten Zahlen auf über 1,4 Millionen US-Dollar und bedeuteten damit den größten Verlust einer MGM-Produktion überhaupt.
Maria Walewska war einer der wenigen Filme, bei denen William Daniels nicht als Kameramann engagiert wurde. Norma Shearer weigerte sich ausdrücklich, ihn für die Dreharbeiten freizugeben, da sie sich Daniels für Marie Antoinette gesichert hatte. Karl Freund, den Garbo noch aus Deutschland kannte, übernahm die Kameraarbeit. Die Unterschiede zu Daniels sind gut erkennbar: Insgesamt überwiegt eine etwas härtere, stärker akzentuierte Lichtführung. Wie schon fast üblich für einen Greta-Garbo-Film, konnte sich das Studio nur schwer auf einen Titel einigen. Zur Auswahl standen unter anderem The Road to Waterloo, Star-Crossed, Less than the Dust und The Night before Waterloo. Am fertigen Drehbuch hatten schließlich mindestens 17 gesicherte Autoren mitgearbeitet, ein Rekord für einen Garbo-Film. 1938 fand sich Greta Garbo gemeinsam mit Marlene Dietrich, Katharine Hepburn, Joan Crawford und Mae West in einer Anzeigenkampagne unabhängiger Kinobetreiber auf einer Liste von Schauspielern wieder, die als Kassengift bezeichnet wurden.
Das Studio beschloss daher, Garbo nun in einer Komödie einzusetzen. Als Projekt einigte man sich 1939 auf den Film Ninotschka, bei dem auf ausdrücklichen Wunsch von Garbo Ernst Lubitsch Regie führte. Am Drehbuch arbeitete auch Billy Wilder mit. Der Film machte sich über Garbos Image als tragische Schauspielerin lustig. Der einfache Slogan Garbo laughs, eine Anspielung auf die Werbung für Anna Christie, reichte aus, um die Leute anzulocken. Als sowjetische Kommissarin auf der Suche nach wertvollen Juwelen landet sie in Paris und wird von ihren dortigen Genossen gefragt, wie es denn derzeit in Moskau zugehe. Ihre Antwort fällt kurz aus:

“The last mass trials were a great success. There are going to be fewer but better Russians.”

„Die letzten Schauprozesse waren ein großer Erfolg. Es wird weniger, aber bessere Russen geben.“

Garbo erhielt für den Film ihre vierte Oscar-Nominierung.
Kurze Zeit später lehnte Garbo es ab, im Remake des Ingrid-Bergman-Films En Kvinnas Ansikte von 1938 aufzutreten. Der Stoff wurde als Die Frau mit der Narbe schließlich mit Joan Crawford gedreht. Ebenso zerschlugen sich Pläne, das Leben von Marie Curie mit Garbo in der Hauptrolle zu verfilmen. Das Projekt wurde mit Greer Garson verwirklicht. Mit dem Beginn des Zweiten Weltkriegs begannen die ausländischen Märkte, die bislang das Gros der Filmeinnahmen brachten, wegzubrechen. MGM versuchte daher, das Image von Garbo dem US-amerikanischen Geschmack anzupassen. Die Schauspielerin ließ sich überzeugen, in einer neuen Komödie aufzutreten, und wählte aus dem gewaltigen Fundus an Drehbüchern bei MGM ausgerechnet eine leichte Boulevardkomödie von Ludwig Fulda mit dem Titel Die Zwillingsschwester. Die Dreharbeiten für Die Frau mit den zwei Gesichtern begannen 1941. Die Publicity-Abteilung des Studios machte lange vor dem Verleih gewaltige Anstrengungen, der Öffentlichkeit eine völlig neue Garbo zu präsentieren. Eine perfekte Sportlerin, Salondame, Freundin und Geliebte – kurz, die perfekte Frau.
Die Frau mit den zwei Gesichtern kam am 31. Dezember 1941 und damit kurz nach dem Angriff auf Pearl Harbor in die US-Kinos. Der Film wurde von der Kritik verrissen. Die namhafte Kritikerin Cecelia Ager reagierte beispielsweise in der Zeitschrift PM mit Entsetzen auf das Bestreben des Studios, Garbos Image volkstümlicher zu gestalten und es damit zu vulgarisieren:

“The picture makes Garbo a clown, a buffoon, a monkey on a stick.”

„Der Film macht aus Garbo einen Clown, einen Hanswurst, einen Tanzbären.“

### Die Zeit nach Hollywood: 1942–1990

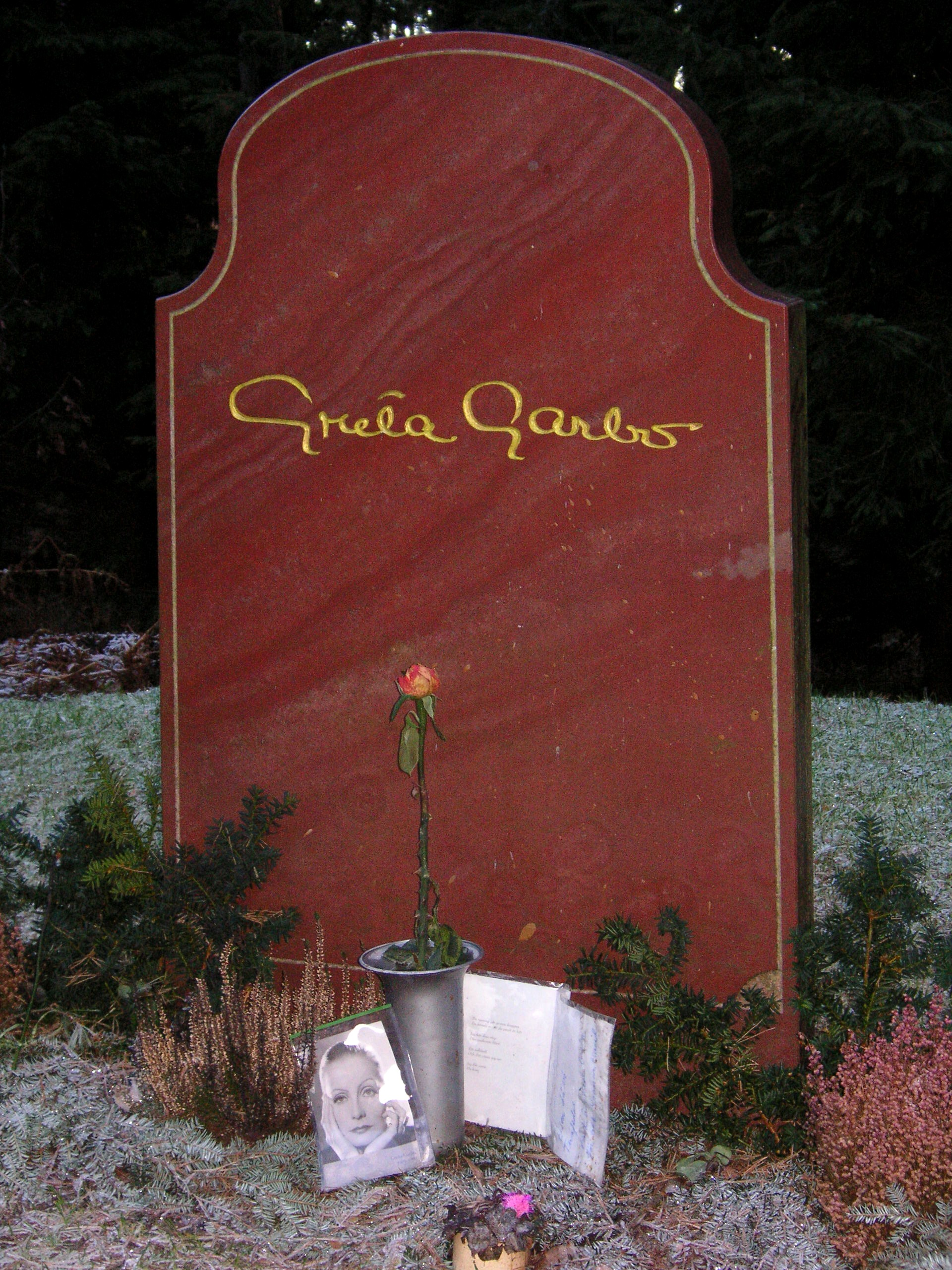
Greta Garbos Grabstein auf dem Skogskyrkogården in Stockholm

Garbo gab ihre Hollywoodkarriere nach 1942 völlig auf. Bis zu ihrem Tod im Jahre 1990 lebte sie zurückgezogen abwechselnd in ihrer New Yorker Wohnung sowie in Klosters in der Schweiz. Sie reiste viel und hatte einen sehr prominenten Freundeskreis, vermied jedoch öffentliche Auftritte. Legendär wurden ihre täglichen langen Spaziergänge quer durch New York. Dank guter Investments verfügte sie zeitlebens über ein komfortables Einkommen, allerdings lebte sie auch eher bescheiden. Die Schauspielerin war nie verheiratet und schirmte ihr Liebesleben stets von der Öffentlichkeit ab. Langjährige enge Freundschaften pflegte Garbo unter anderem zu Cecil Beaton und zu Mercedes de Acosta. Ihre notorische Furcht vor Fremden führte mitunter zu kuriosen Entscheidungen. Eine persönliche Einladung zum Tee mit Königin Elisabeth II., die ihr handschriftlich auf der Einladung einen sehr diskreten Rahmen zusicherte, lehnte sie ab mit der Begründung: „Ich habe nichts zum Anziehen.“

### Die Suche nach dem perfekten Comeback
Garbo hatte zunächst keinerlei Absicht, sich dauerhaft von der Leinwand zu verabschieden. Im Studio gab es 1942 Pläne, sie in The Girl from Leningrad als russische Widerstandskämpferin auftreten zu lassen. Es mangelte in den nächsten Jahrzehnten nicht an Versuchen, auch von Seiten Garbos, ein Comeback zu starten. Etliche Rollen, für die Greta Garbo im Gespräch war, wurden am Ende von Greer Garson, Irene Dunne oder Katharine Hepburn gespielt. Eine Parallele zum konsequenten Rückzug ins Privatleben fand sich in der Karriere von Norma Shearer. Deren Status war nach einigen weniger erfolgreichen Filmen im Schwinden und nach der ebensolchen George-Cukor-Komödie Her Cardboard Lover von 1942 zog sich die Schauspielerin dauerhaft nach Sun Valley zurück. Katharine Hepburn wollte 1943 mit Garbo in Trauer muss Elektra tragen von Eugene O’Neill zusammen auftreten, doch Studiochef Louis B. Mayer fand keinen Gefallen an dem Thema. Eine Zeitlang spielte Garbo mit dem Gedanken, als Kaiserin Elisabeth von Österreich-Ungarn in der Verfilmung von Der Doppeladler von Jean Cocteau aufzutreten; der Film sollte von Alexander Korda produziert werden und Garbo dachte an Marlon Brando als Filmpartner. Legendär war ihre Erwiderung auf die Angebote von David O. Selznick, ihr alternativ die Hauptrollen in Der Fall Paradin oder Geheimnis der Mutter anzubieten: „Keine Mamas, keine Mörderinnen!“
Besonders Tennessee Williams war begeistert von der Idee, ein Stück für die Schauspielerin zu schreiben. Im Juli 1947 versuchte er, sie zu überzeugen, in einem Stück namens The Pink Bedroom zu spielen. Ihre Antwort fiel lapidar aus: „Geben Sie die Rolle Joan Crawford.“ Vom Scheitern dieses Versuchs unbeeindruckt versuchte Williams, Greta Garbo für die Rolle der Blanche Dubois in Endstation Sehnsucht zu gewinnen. Am Ende konnte sie sich jedoch nicht dazu durchringen, die komplexe Rolle einer psychisch labilen Südstaatenschönheit anzunehmen. Ihre Begründung: „Ich könnte keine Lügen erzählen, so wie das Mädchen in dem Stück.“

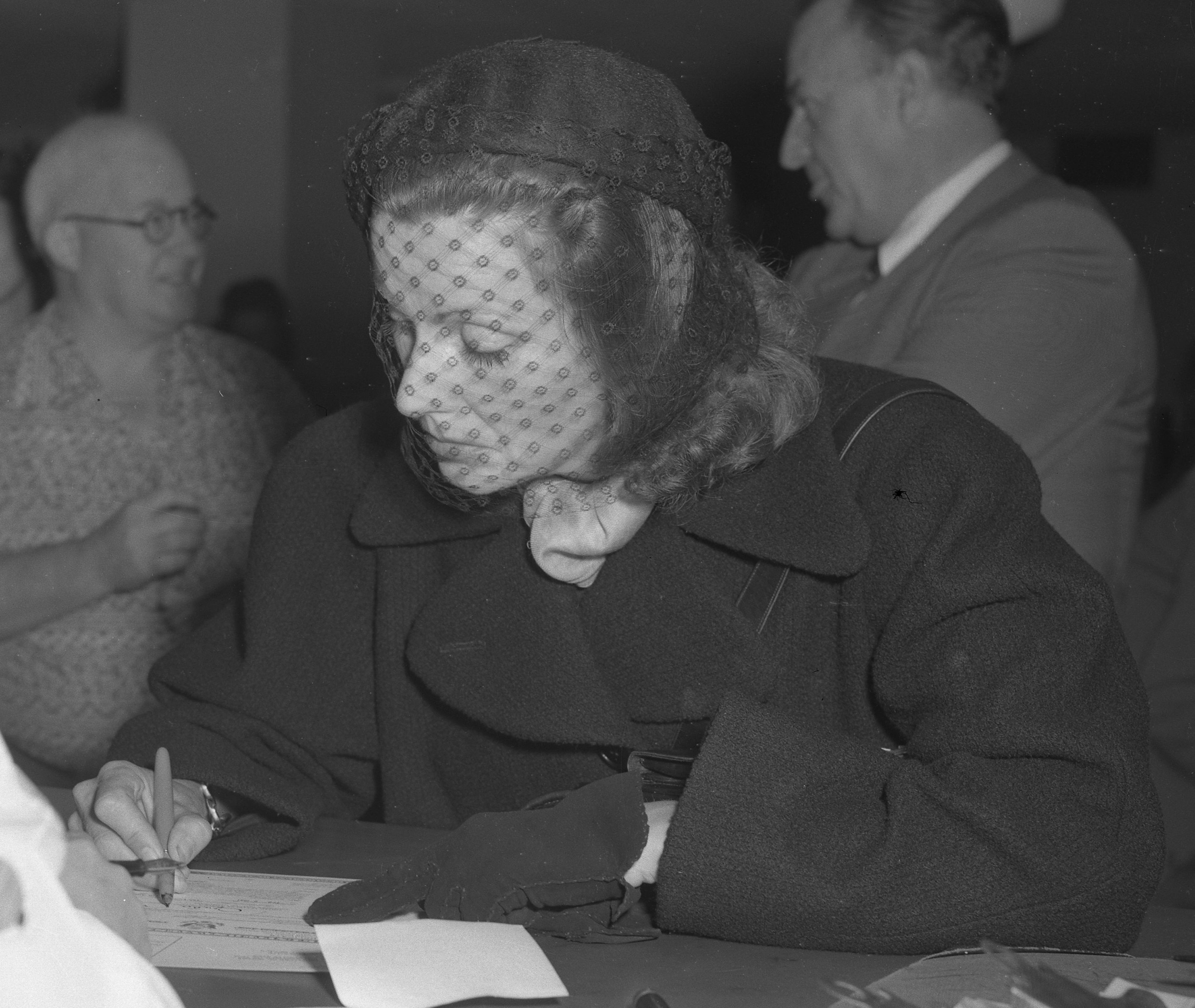
Greta Garbo, 1950

Relativ weit gedieh der Versuch von Produzent Walter Wanger, mit Garbo die Novelle Die Herzogin von Langeais von Honoré de Balzac zu verfilmen. James Mason wäre ihr Co-Star geworden. Es existieren noch drei Probeaufnahmen, die James Wong Howe und William H. Daniels von ihr gemacht haben. Es gab jedoch Probleme mit der Finanzierung und der Film wurde nie gedreht. Garbo selbst spielte eine Zeit lang mit der Idee, als Dorian Gray auf die Leinwand zurückzukehren. 1952 wurde ihr die Hauptrolle in der Verfilmung des Daphne-du-Maurier-Romans Meine Cousine Rachel angeboten. Sie lehnte ab. Grund: „Ich könnte niemals eine Frau aus Cornwall spielen.“
1954 weigerte sie sich, in … und nicht als ein Fremder neben Frank Sinatra mitzuwirken. Im Jahr darauf lehnte sie die Hauptrolle in Anastasia ab. Ihre Landsfrau Ingrid Bergman übernahm den Part und gewann den Oscar. Darüber hinaus gab es zahllose Angebote, im Fernsehen aufzutreten, die sie stets verwarf. Zu den interessantesten Projekten gehörte Orson Welles’ Versuch, Garbo und Charlie Chaplin gemeinsam als Eleonora Duse und Gabriele D’Annunzio in The Love of D’Annunzio and Duse vor die Kamera zu bekommen. Auch dieses Vorhaben kam über ein frühes Stadium nicht hinaus. Fast noch sensationeller war das Angebot von Salvador Dalí, Garbo in der Rolle der Heiligen Teresa von Avila zu besetzen. Ingmar Bergman versuchte mehrfach, Garbo für eine Mitwirkung in seinen Filmen zu gewinnen. Doch weder eine Rolle in Das Schweigen noch die Chance, die Mutter von Liv Ullmann in Herbstsonate zu spielen, überzeugten Garbo von einem Comeback.

## Wirkung und Rezeption

### Schauspielerische Ausdrucksmittel
Über Garbo und ihre Wirkung auf der Leinwand ist viel geschrieben worden. Stellvertretend für die mitunter ausufernden Spekulationen über ihre geheimnisvolle Aura kann Clarence Brown zitiert werden, der in einem Interview mit Kevin Brownlow, abgedruckt im Buch Pioniere des Films, ausführt:

„Greta Garbo besaß etwas Einmaliges auf der Leinwand, das niemand sonst hatte, niemand. Ich weiß nicht, ob sie überhaupt davon wusste, aber sie hatte es. Und ich will es in ein paar Worten erklären. Ich drehte eine Szene mit Garbo – nicht schlecht. Ich wiederholte sie drei- oder viermal. Es war nicht schlecht, aber ich war nie völlig zufrieden. Als ich dieselbe Szene jedoch auf der Leinwand sah, war da etwas, das im Atelier irgendwie gefehlt hatte. Da war etwas in Garbos Augen, das man nicht sehen konnte, außer man drehte sie in Großaufnahme. Man konnte die Gedanken sehen. Wenn sie die eine Person eifersüchtig anschauen sollte und eine andere verliebt, brauchte sie ihren Ausdruck nicht zu verändern. Man konnte es in ihren Augen sehen, während sie vom einen zum anderen blickte. Garbo schaffte es, ohne die englische Sprache zu beherrschen. Für mich beginnt Garbo dort, wo alle anderen enden.“

Wie Brown ausdrücklich betonte, war Garbo eher eine zurückhaltende Schauspielerin. In fast allen amerikanischen Filmen ist sie eher passiv und meist lethargisch. Offene Gefühlsausbrüche, hysterische oder Wutanfälle sind die absolute Ausnahme. Zu den ganz wenigen Gelegenheiten, in denen Garbo mit dem ganzen Körper ihren Gefühlen Ausdruck verlieh, gehört eine Szene in der Stummfilmversion von Anna Karenina, als Wronsky einen Reitunfall hat. Ebenso selten war sie offener Gewalt ausgesetzt; mit Ausnahme von Der Kuß und besonders Wie Du mich wünschst, wo Erich von Stroheim in seiner Rolle als sadistischer Impresario Garbos Filmfigur hart anpackt und gewaltsam küsst, war Garbo meist in der Rolle der leidenden Tragödin zu sehen.
Die meisten Kritiker bewunderten die gleichbleibende Qualität in Greta Garbos Darstellungen über die Jahre hinweg. In seiner Kritik zu Ninotschka schrieb Frank S. Nugent von der New York Times:

“It must be monotonous, this superb rightness of Garbo’s playing. We almost wish she would handle a scene badly once in a while just to provide us with an opportunity to show we are not a member of a fan club. But she remains infallible and Garbo, always exactly what the situation demands, always as fine as her script and director permit her to be.”

„Die Perfektion in Garbos Darstellungen ist monoton. Wir würden uns beinahe wünschen, dass sie wenigstens hin und wieder eine Szene ruiniert, um nicht ständig im Verdacht zu stehen, Mitglied eines Greta-Garbo-Fanclubs zu sein. Doch sie bleibt unfehlbar und Garbo, die stets in der Lage ist, jede Situation entsprechend den Anforderungen zu spielen, ist immer so gut wie das Drehbuch und der Regisseur es ihr erlauben.“

### Vermarktung
Die Schauspielerin wurde bereits seit 1928 häufig nur mit dem Nachnamen als Garbo angekündigt. Dahinter steckte bewusstes Marketing ihres Studios MGM, das damit versuchte, aus einer relativ unbekannten Schauspielerin eine unverwechselbare Marke zu machen. Indem man in Anzeigen und auf Filmplakaten nur den Nachnamen nannte, wurde an die Tradition der großen Bühnenstars angeknüpft: die große Duse, die göttliche Bernhardt. Mit diesem Kunstgriff adelte man Garbos schauspielerische Fähigkeiten und stellte sie in eine Reihe mit bekannten Vorgängerinnen. 1930 reichte es aus, für Anna Christie nur mit der Ankündigung Garbo talks zu werben.
Die ersten Monate bei MGM waren für Greta Garbo nach eigenen Angaben wenig erfreulich. Das Studio versuchte mit einer ebenso intensiven wie aufdringlichen Kampagne, Aufmerksamkeit für die Schauspielerin in den Medien zu erzeugen. Zunächst ging man daran, sie als Naturtyp und sportliche Heldin herauszustellen. Werbefotos aus den ersten Monaten in Hollywood zeigen sie daher als Leichtathletin, Schwimmerin, Reiterin und sogar neben Leo, dem Studiolöwen. Die Schauspielerin entwickelte rasch eine ausgeprägte Abneigung gegen derartige Marketingmethoden.

### Umgang mit der Presse
Im Gegensatz zu ihren amerikanischen Kollegen, die einen meist unbefangenen Umgang mit der Presse pflegten, war Garbo stets darauf bedacht, ihr Privatleben möglichst abzuschirmen. Sie wollte – entgegen der häufig kolportierten Aussage – nicht allein sein, sondern schlicht in Ruhe gelassen werden. Nach 1928 hatte sie so gut wie keinen Kontakt mehr zur Presse. Sie gab während ihrer gesamten Laufbahn – durch Quellen gesichert – nur 14 Interviews. Das Studio nutzte diesen Umstand, um Garbo als Frau mit einer geheimnisvollen und mythischen Aura zu präsentieren.
In späteren Jahren wurde ihre Flucht vor Paparazzi Teil ihrer Legende, zu der auch ihre Auftritte in der Öffentlichkeit mit breitkrempigen Hüten und großen Sonnenbrillen gehörten. Sie verweigerte sich allen Forderungen der Fans nach Autogrammen oder persönlichen Auftritten. Die Fachpresse beurteilte diese Flucht vor der Öffentlichkeit unterschiedlich. So führte Molie Merrick in ihrer Kolumne vom 5. Juli 1932 anlässlich von Garbos Fernbleiben bei der Premiere des Films Menschen im Hotel aus:

“Whenever Garbo fails to appear at a premiere, all Hollywood raises protests anew about this defection. A strange reaction in view of the fact that they know beforehand that Garbo will not appear publicly--has not in the past, and has not the slightest intention of doing so in the future. The panic which seizes Garbo when faced by multitudes of the admiring is becoming more intense instead of less poignant than it was heretofore.”

„Wann immer Garbo sich weigert, bei einer Premiere zu erscheinen, regt sich ganz Hollywood über diesen Makel auf. Das ist jedoch eine wenig nachvollziehbare Reaktion, da jeder schon im Voraus weiß, dass Garbo keinen Auftritt in der Öffentlichkeit absolvieren wird – sie hat sich in der Vergangenheit so verhalten, und es gibt nicht die geringsten Anzeichen auf eine Änderung ihres Verhaltens in der Zukunft. Die Panik, die Garbo ergreift, wenn sie sich Horden von Bewunderern gegenüber sieht, ist mit den Jahren intensiver geworden statt schwächer.“

### Wirkung auf die Kritiker
Bereits durch ihre ersten beiden Filme in Amerika wurden die Filmkritiker auf Greta Garbo aufmerksam. Ihnen erschien die Art, mit der Garbo es schaffte, ihre Gefühle subtil und trotzdem für jeden offenkundig auf die Leinwand zu projizieren, neuartig und faszinierend. Die Schauspielerin schuf damit einen völlig neuen Typus von Frau und Star.
Bislang waren die weiblichen Stars in Hollywood streng typisiert. Es gab jungfräuliche Heldinnen wie Lillian Gish und Mary Pickford; es gab Flapper und junge Naive à la Colleen Moore und Clara Bow. Und es gab Vamps, die nur aus direkter, überhitzter Sexualität zu bestehen schienen. Seit den Tagen von Theda Bara und Nita Naldi hatte sich die Darstellungsweise dieses Typs zwar etwas gemildert, aber das Grundprinzip blieb dasselbe.
Garbos zurückhaltende, europäisch-kultivierte Auffassung von Schauspielerei unterschied sich von der offensichtlichen, stets plakativ gestalteten Form, mit der amerikanische Stars agierten. Wie schwer es den Kritikern fiel, dieses neue Element zu beschreiben, zeigt sich in den teilweise ausufernden Vergleichen mit anderen Schauspielern. So fanden sich in einer Rezension in der New York Tribune zu Fluten der Leidenschaft daher auch ganz gezielte Hinweise auf Parallelen mit Norma Talmadge, ZaSu Pitts und Gloria Swanson, damals bekannten Filmschaffenden.

### Die Suche nach einer „neuen Garbo“

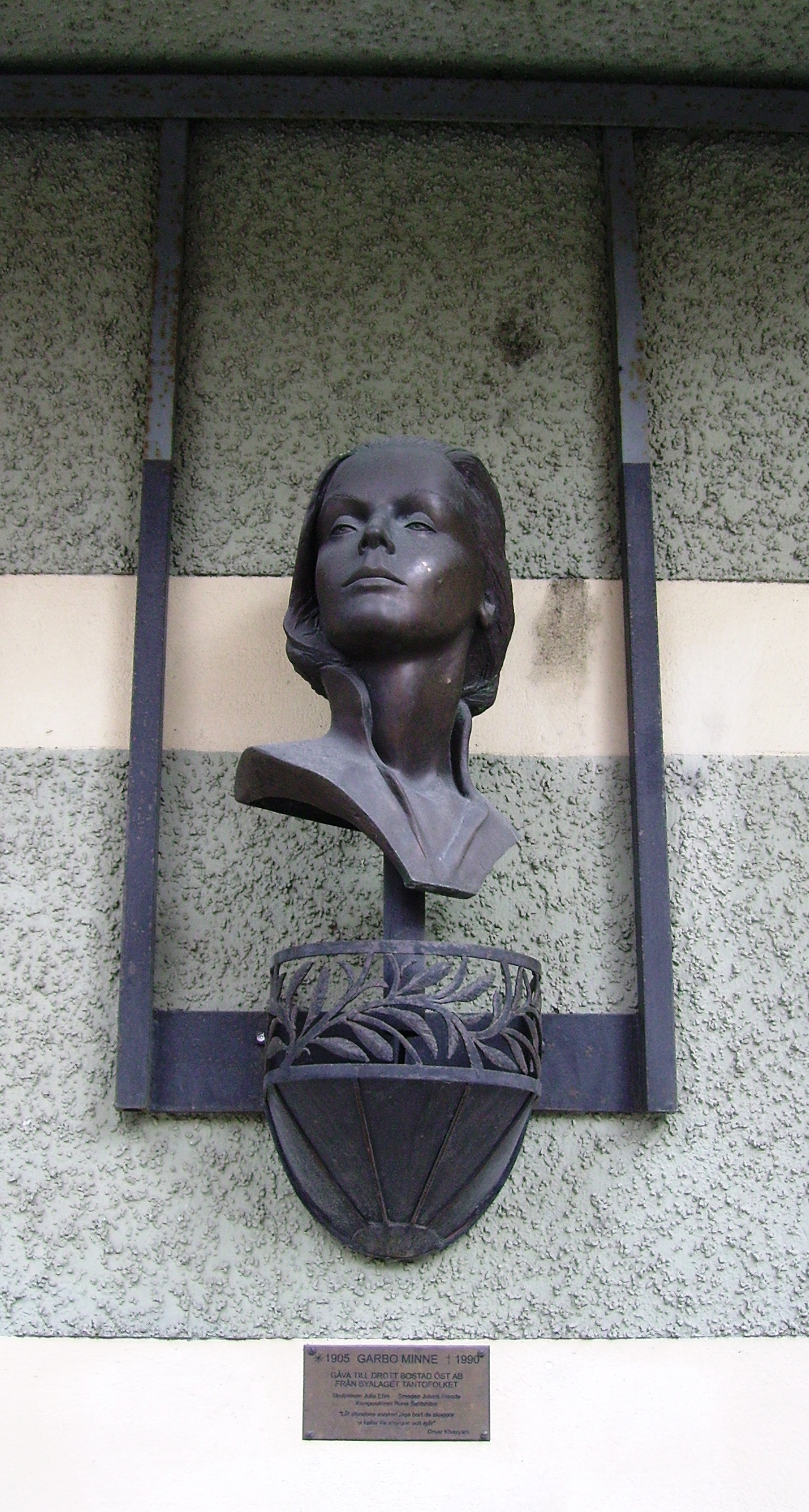
Denkmal in der Straße, in der Greta Garbos Geburtshaus steht

Bereits 1928 versuchte Paramount eine Antwort auf die stets zunehmende Popularität von Greta Garbo zu finden. Man begann gezielt damit, die russische Schauspielerin Olga Baclanova zu einer „neuen Garbo“ aufzubauen. Das Studio kündigte sie daher in den Filmen als Baclanova an. Das Vorhaben scheiterte an der Indifferenz des Publikums. Ebenso wenig wurden Versuche akzeptiert, aus Schauspielerinnen wie Gwili Andre oder Greta Nissen eine „neue Garbo“ zu machen. Selbst MGM unternahm in den letzten Tagen des Stummfilms den Versuch, mit der Schauspielerin Eva von Berne eine mögliche Nachfolgerin heranzuziehen, und setzte die Schauspielerin sogar neben John Gilbert ein. Der Erfolg blieb jedes Mal aus. Das Suchen nach einer Antwort auf die „Schwedische Sphinx“ nahm in der Tonfilmzeit teilweise kuriose Züge an. Zu den bekannteren Namen, die beinahe jedes Jahr als sensationelle Neuentdeckungen angepriesen wurden, gehören Anna Sten, Luise Rainer, Sigrid Gurie, die als Siren of the Fjords beworben wurde, sowie Hedy Lamarr, Isa Miranda und Franciska Gaal. Die Methode wurde sogar bei Lil Dagover versucht, die das Studio in der Publicity für ihren Film The Woman from Monte Carlo von 1932 ganz gezielt als Pendant zur Schwedin darstellte.
Die ständige Wiederholung der Methode blieb nicht ohne Kritik. So schrieb die bekannte Publizistin Elizabeth Yeaman bereits am 9. Dezember 1930 in ihrer Kolumne über die Versuche von Universal, aus der deutschstämmigen Schauspielerin Tala Birell eine neue Garbo zu machen:

“So much criticism has descended upon Paramount for playing up the similarity between Marlene Dietrich and Greta Garbo, that I don’t believe any one else will be launched as a Garbo type. It is rather strange that the American public should have some to look upon Garbo as an altogether unique type. Then suddenly several other Garbos arrive on the scene. Apparently the type is not unusual in Germany.”

„Paramount musste sich so viel Kritik gefallen lassen für die ständigen Vergleiche zwischen Marlene Dietrich und Greta Garbo, dass ich mir einfach nicht vorstellen konnte, irgendein anderes Studio würde erneut versuchen, eine Schauspielerin als Garbo-Typ zu vermarkten. Es ist doch relativ seltsam, wenn das amerikanische Publikum Garbo als etwas absolut Einmaliges betrachten soll. Und dann tauchen plötzlich jede Menge andere Garbos auf. Dem Anschein nach ist der Typ zumindest in Deutschland nicht ganz so einzigartig.“

Nur kurze Zeit später berichtete Louella Parsons über einen vergleichbaren Fall bei Fox mit ähnlichen spitzen Bemerkungen:

“A new leading lady has been has been found for Charlie [Farrell], and one who is reported as having something of the allure of Greta Garbo and Marlene Dietrich. Her name is Elissa Landi. Time we had an English Greta Garbo. We have had them from all the other countries.”

„Für Charles [Farrell] wurde eine neue Partnerin gefunden, die dem Vernehmen nach dieselbe Anziehungskraft haben soll wie Greta Garbo und Marlene Dietrich. Ihr Name ist Elissa Landi. Es wurde auch Zeit, dass wir endlich mal eine englische Greta Garbo haben, nachdem wir sie bereits aus allen übrigen Ländern präsentiert bekommen haben.“

Garbo war besonders in Deutschland ungeheuer populär. Joseph Goebbels lobte ihre filmische Präsenz 1933 als ein perfektes Beispiel für eine gute, ausdrucksstarke Darstellung. Nicht wenige Kritiker behaupten vor diesem Hintergrund sogar, dass Zarah Leander zumindest am Anfang ihrer Karriere in Deutschland mehr oder weniger als Garbo-Kopie betrachtet werden könne.
In den frühen Dreißigern wurden auch amerikanische Schauspielerinnen bei jeder Gelegenheit mit Garbo verglichen. Ein prominentes Beispiel: Die Warner Brothers lancierten um 1933 ausgerechnet Bette Davis mit folgendem Slogan:

“A new kind of star: As bewitching as Garbo and as hard to explain.”

„Ein völlig einzigartiger Star: So betörend wie Garbo und ebenso schwer zu begreifen.“

Bette Davis gab indes stets zu, keine andere Schauspielerin jemals so beneidet und bewundert zu haben wie Greta Garbo. Diesem Urteil schloss sich selbst die ansonsten nur schwer zu beeindruckende Katharine Hepburn an, die angeblich bereit war, als Statistin in einem Garbo-Film mitzuarbeiten, nur um das Idol studieren zu können.
Die deutsche Schauspielerin Ruth Leuwerik war ebenfalls ein großer Fan von Garbo. Sie bemühte sich Ende der 1950er sogar aktiv, die Rolle der Grusinskaya in dem Remake von Menschen im Hotel zu bekommen. Die Pläne zerschlugen sich jedoch. Dafür übernahm Ruth Leuwerik 1965 den Part der Ninotschka in einem opulent produzierten Fernsehfilm.

### Garbo und Dietrich
Der einzige Erfolg, den die gesamte Suchkampagne hatte, war Marlene Dietrich beschieden. Bereits bei ihren ersten Filmen in Deutschland war die Schauspielerin häufig mit Greta Garbo verglichen worden. Als Josef von Sternberg seine Protegée mit nach Amerika brachte, waren diese Verbindungen auch für die dortigen Reporter nicht unbekannt. Louella Parsons führte z. B. in ihrer Kolumne vom 1. Juli 1930 aus:

“Whenever you mention the name von Sternberg you unconsciously think of Marlene Dietrich, the German leading lady whom he brought to this country, the one who is being called the Greta Garbo of Paramount.”

„Sobald man den Namen von Sternberg meint, denkt man automatisch an Marlene Dietrich, die deutsche Schauspielerin, die er mit sich nach Amerika gebracht hat und die man die ‚Garbo von Paramount‘ nennt.“

Auch nach Dietrichs Debüt war der Vergleich unterschwellig vorhanden. So schrieb der Kritiker der New York Times denn auch spitzfindig über Marlenes ersten amerikanischen Film Marokko:

“Miss Dietrich bears a resemblance to Greta Garbo, but her acting hardly rivals that of the Swedish star.”

„Frau Dietrich ähnelt rein äußerlich Greta Garbo, ihre schauspielerischen Fähigkeiten konkurrieren jedoch kaum mit denen des schwedischen Stars.“

Auch noch im folgenden Jahr stand die latente Rivalität der Schauspielerinnen im Raum. Elizabeth Yeaman meinte deshalb im Mai 1931 in ihrer Kolumne:

“Although several months have elapsed since the release of The Blue Angel and Morocco, and the public has had an opportunity to decide that Marlene Dietrich is not a second Greta Garbo. Miss Dietrich has returned from Germany with more of a Garbo air in her personal attire than ever.”

„Einige Monate sind seit der Premiere von Der Blaue Engel und Marokko vergangen, und das Publikum hatte Gelegenheit, sich darüber klar zu werden, dass Marlene Dietrich keine zweite Greta Garbo ist. Doch nach ihrer Rückkehr aus Deutschland entspricht das Auftreten von Frau Dietrich mehr denn je der Garbo.“

Gerade Mata Hari macht die Wechselwirkungen zwischen den beiden Schauspielerinnen deutlich. Die Idee, Garbo als Spionin einzusetzen, war nicht völlig neu, hatte sie doch bereits in Der Krieg im Dunkel eine Agentin dargestellt. Konkrete Pläne wurden jedoch erst aufgesetzt, als Paramount Ende 1930 verkündete, Marlene Dietrich würde in ihrem nächsten Film als Spionin auftreten. Insoweit sah sich MGM unter Zugzwang und forcierte die Arbeiten an Mata Hari. Zu den auffälligen Parallelen mit Dietrichs Entehrt gehört die spektakuläre Exekutionsszene am Schluss des Films. Insoweit war es auch nicht verwunderlich, wenn Elizabeth Yeaman in ihrer Kolumne vom 26. September 1930 über die anstehenden Dreharbeiten zu Mata Hari befand:

“In any event, the studios are featuring these Nordic blondes in spy stories, for Marlene Dietrich’s next Paramount picture will be a spy story with a World War background.”

„Auf jeden Fall werden die Studios diese nordischen Blondinen als Spioninnen einsetzen, Marlene Dietrichs nächster Paramount-Film wird eine Spionagegeschichte aus dem Weltkrieg sein.“

Besonders aufmerksame Kritiker wollen sogar in Greta Garbos Garderobe in Wie Du mich wünschst, wo sie unter anderem einen Hosenanzug trägt, ein gezielt ironisches Vexierspiel von Metros Chefdesigner Gilbert Adrian auf die Kreationen von Travis Banton für Marlene Dietrich bei Paramount entdeckt haben.

### Rollenvorbild

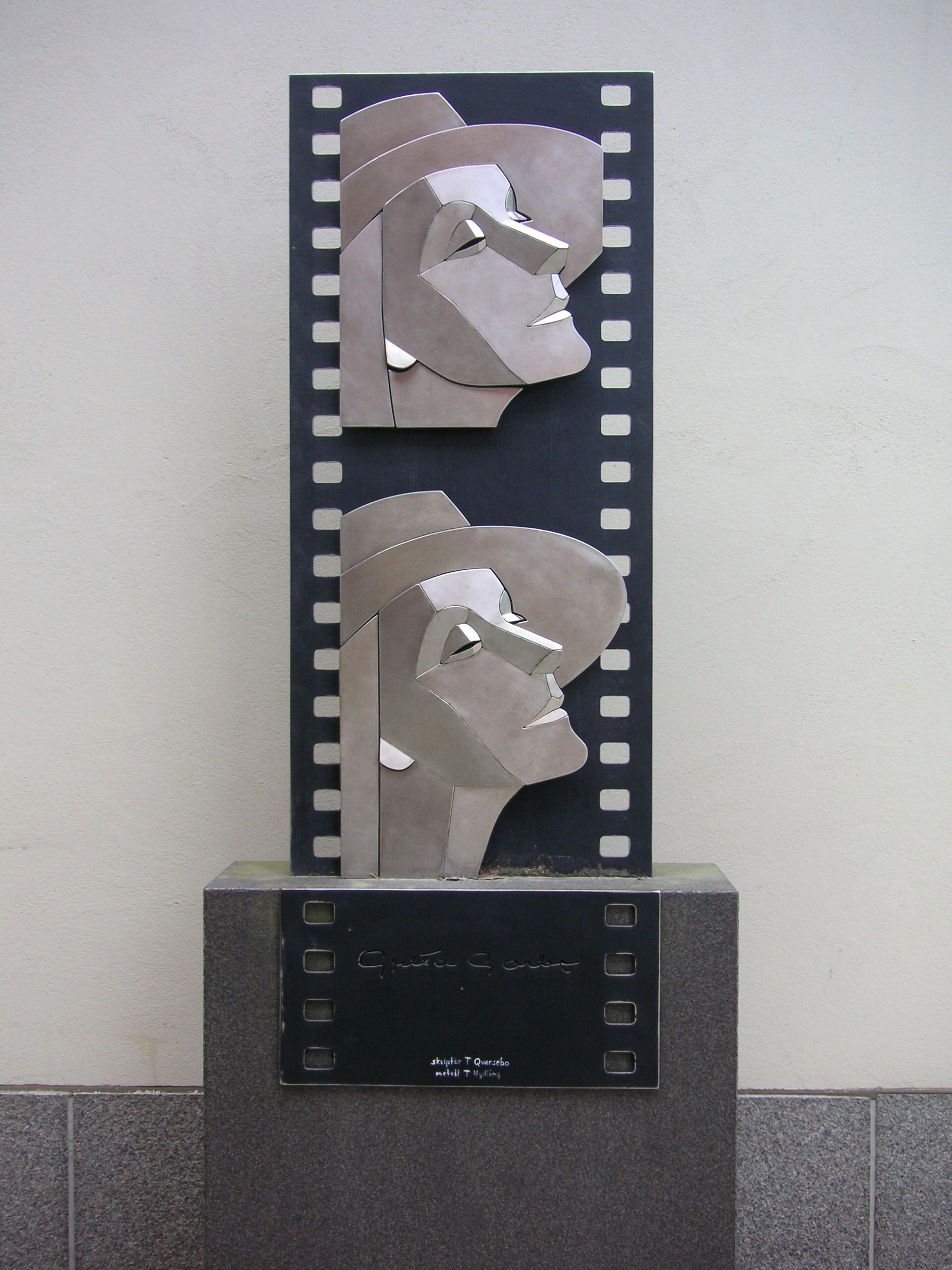
Skulptur von Thomas Qvarsebo in der Filmstaden

Der Einfluss von Greta Garbo auf die Kolleginnen war weitreichend. Besonders nach 1930 wurde es eine regelrechte Mode, gewisse Äußerlichkeiten der Schauspielerin zu kopieren. Viele Schauspielerinnen akzentuierten ihre Augen und Wangenknochen durch bestimmte Lichteffekte. Schmale Augenbrauen und ein nur wenig betonter Mund waren in den frühen 1930ern en vogue. Barry Paris berichtet in seiner Biographie Garbo darüber, dass 1932 die Zeitschrift Vanity Fair eine Übersicht mit Schauspielerinnen zeigte unter der Überschrift Before and After Garbo, um die teilweise verblüffenden Übereinstimmungen in Make-up und Frisur von Stars wie Tallulah Bankhead oder Marlene Dietrich mit Greta Garbo aufzuzeigen.
Beliebt waren auch Effekte in der Modulation der Stimme, um eine geheimnisvolle, gedankenverlorene Aura hervorzurufen. Die Schauspielerin Ruth Chatterton war berühmt für ihre Fähigkeit, verschiedene ausländische Akzente zu benutzen. Ein begeisterter Kritiker schrieb 1930 über den Film Sarah and Son, in dem Chatterton eine Österreicherin spielte, sie klinge so wie Garbo selbst. Die Garbo-Periode lässt sich besonders gut am Beispiel von Joan Crawford nachweisen. Die Schauspielerin beendete um 1930 ihr bisheriges Flapperimage und spielte dramatische Rollen. Erstmals in Paid passte sie dazu sowohl ihr Aussehen und ihre Frisur als auch ihre Modulation bewusst an Garbo an. Diese Angleichung erreichte den Höhepunkt 1932 in Letty Lynton, einem Melodram um ein fatalistisches Mädchen. So schrieb Elizabeth Yeaman am 21. Mai 1932 in ihrer Kritik über den Film:

“Furthermore, in two or three scenes her resemblance to Greta Garbo is extraordinary. Not only does she look like Garbo once or twice, but she employs that elusive Garbo technique that unfathomable expression, that thwarted yearning and lurking tragedy.”

„Darüber hinaus ist ihre Ähnlichkeit mit Greta Garbo in zwei oder drei Szenen außergewöhnlich. Sie sieht nicht nur so aus wie Garbo, sie benutzt sogar ein- oder zweimal die schwer fassbare Technik der Garbo, den unergründlichen Ausdruck, das verhaltene Sehnen, die durchschimmernde Tragik.“

Sowohl Carole Lombard in Eine Prinzessin für Amerika von 1936 als auch Norma Shearer in Idiot’s Delight aus dem Jahr 1939 legten ihre Rollen als falsche europäische Prinzessinnen bewusst als Garbo-Parodien an, was von der Kritik jeweils ausdrücklich vermerkt wurde.

### Mode
Greta Garbo hatte selbst eine ausgeprägte Abneigung gegenüber allem, was mit Mode zu tun hatte. Das hinderte das Studio jedoch nicht, ihrer Filmgarderobe die höchstmögliche Aufmerksamkeit zu schenken. Gilbert Adrian, seit Ende der 1920er Chefdesigner, entwarf einige seiner bekanntesten Kreationen für Garbo. Kosten spielten dabei keine Rolle und allein für fünf Ensembles in Mata Hari wurden von MGM 30.000 Dollar ausgegeben. Soweit bekannt, schätzte Garbo von all ihren Kostümen am meisten den gestreiften Hausanzug, den Adrian für sie in Unsichtbare Fesseln entwarf. Es gibt ein Foto, das Garbo in dem Anzug neben Adrian zeigt. Das intensive Arbeitsverhältnis zwischen Star und Designer entsprach durchaus dem zwischen Marlene Dietrich und Travis Banton. Als Adrian vom Studio die Anweisung erhielt, Garbo für ihren letzten Film als typische Amerikanerin zu kleiden, kündigte er die Zusammenarbeit mit MGM.
Garbo beeinflusste auch die Mode dieser Zeit. Die aufwendigen Kopfbedeckungen, die die Schauspielerin regelmäßig trug, wurden rasch zu einer Art Markenzeichen. Ihr Cloche, ein glockenförmiger Hut, den sie in Eine schamlose Frau trug, wurde sehr beliebt. Einige Jahre später etablierte sie in Romanze Hüte im Stil von Kaiserin Eugénie. Dank Mata Hari wurden Kappen im Stil einer Kippa in die Mode eingeführt und in dem Film Der bunte Schleier machte sie eine Kreation namens pillbox hat populär. Besonders deutlich war der Einfluss in Königin Christine, für den Adrian einen speziellen Kragen entwarf, um ihr Gesicht zu akzentuieren. Diese Kragen waren besonders in Europa beliebt und wurden gerne kopiert. Auch die Frisuren der Garbo schufen gelegentlich Trends. Die aufgeplusterte Frisur aus Yvonne, die sie auch in Helgas Fall und Aufstieg zeigte, wurde ebenso kopiert wie die Hochfrisur aus Maria Walewska.

### Garbos mögliche Bisexualität und das Spiel mit Geschlechterrollen

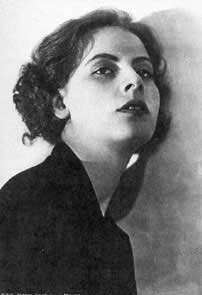
Greta Garbo in Die freudlose Gasse, fotografiert von Alexander Binder, 1925

Nicht erst seit Mercedes de Acostas Behauptung, eine Affaire mit Garbo gehabt zu haben, gab es immer wieder Vermutungen, der „Hang zur Einsamkeit“ der unverheirateten Schauspielerin könne auch darauf zurückzuführen sein, dass sich die Filmikone vor Gerüchten über Beziehungen zu Frauen schützen wollte. Die Veröffentlichungen der Briefe Garbos an Mercedes de Acosta im Jahr 2000 konnten die These einer sexuellen Beziehung zwischen den beiden Frauen nicht belegen, allerdings sind 87 der 181 Briefe, die Garbo an die Freundin schrieb, bisher nicht zur Veröffentlichung autorisiert.
Die Figur der Garbo faszinierte bereits früh in homosexuellen Kreisen. Der Leinwandkuss in dem Film Königin Christine, in dem Garbo als Königin von Schweden die ihr offensichtlich nahe stehende Kammerzofe Ebba auf den Mund küsst, trug zu dieser Wirkung bei. Später schrieb man Garbo zu, dem sogenannten „Nähkreis“ Hollywoods anzugehören, einer Gruppe berühmter Schauspielerinnen mit homosexuellen oder bisexuellen Neigungen, die sie vor der Öffentlichkeit verbergen mussten. Von jüngeren Biografen und Buchautoren wurde Garbo immer wieder als mit hoher Wahrscheinlichkeit bisexuell bezeichnet.

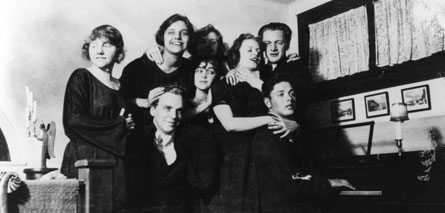
Garbo 1922 mit Mitstudenten an der Dramatens elevskola

2005 veröffentlichte die schwedische Autorin Tin Andersen Axell einen Roman, der die Filmdiva als bisexuell darstellt; sie stützt sich dabei auf einen 2005 veröffentlichten Briefwechsel. Der Sohn der Schauspielerin Mimi Pollak, Lars Lundell, hatte dem Schwedischen Postmuseum nach Pollaks Tod eine Reihe von Liebesbriefen zur Verfügung gestellt, die die Filmdiva an die Freundin gerichtet hatte. Garbo und Pollack hatten sich Anfang der 1920er Jahre an der Schauspielschule Dramatens elevskola kennengelernt und blieben in engem Austausch. So schrieb Garbo beispielsweise, als sie von Pollaks Schwangerschaft erfuhr: „Wir können unsere Natur, so wie Gott sie geschaffen hat, nicht ändern. Und doch habe ich immer gedacht, dass Du und Ich zusammen gehören.“ (“We cannot help our nature, as God has created it. But I have always thought you and I belonged together.”) Später gratulierte sie Pollak in einem Telegramm zu der Geburt ihres Sohnes mit den Worten: „Ich bin unglaublich stolz, Vater geworden zu sein“. Dies, sowie ihre Gewohnheit, sich in Freundschaften als „Harry boy“ zu bezeichnen, Männerkleider zu tragen, wie auch ihre Begeisterung für Pläne, die Rolle von Oskar Wildes Dorian Gray in einem Film-Comeback zu übernehmen, entsprach Garbos Hang, mit Geschlechterrollen zu spielen.
Auch dem 2013 erschienenen Roman Liebesverrückt von Lena Einhorn liegt der Briefwechsel zwischen Garbo und Pollack zugrunde.

## Filmografie
Für eine ausführliche Filmografie mit zusätzlichen Informationen zu Regisseur, Studio und Einspielergebnissen der einzelnen Filme siehe
→ Greta Garbo/Filmografie
- 1921: En lyckoriddare (als Statistin)
- 1921: Herr och Fru Stockholm (Reklamefilm)
- 1922: Konsum Stockholm Promo (Reklamefilm)
- 1922: Luffar-Petter
- 1924: Gösta Berling (Gösta Berlings Saga)
- 1925: Die freudlose Gasse
- 1926: Fluten der Leidenschaft (Torrent)
- 1926: Dämon Weib (Alternativtitel: Totentanz der Liebe) (The Temptress)
- 1926: Es war (Flesh and the Devil)
- 1927: Anna Karenina (Love)
- 1928: Das göttliche Weib (The Divine Woman)
- 1928: Der Krieg im Dunkel (Alternativtitel: Die Dame von Loge 13) (The Mysterious Lady)
- 1928: Eine schamlose Frau (Alternativtitel: Herrin der Liebe) (A Woman of Affairs)
- 1929: Wilde Orchideen (Wild Orchids)
- 1929: Unsichtbare Fesseln (The Single Standard)
- 1929: Der Kuß (The Kiss)
- 1930: Anna Christie
- 1930: Romanze (Romance)
- 1930: Anna Christie (deutsche Version)
- 1931: Yvonne (Inspiration)
- 1931: Helgas Fall und Aufstieg (Susan Lenox – Her Fall and Rise)
- 1931: Mata Hari
- 1932: Menschen im Hotel (Grand Hotel)
- 1932: Wie Du mich wünschst (As You Desire Me)
- 1933: Königin Christine (Queen Christina)
- 1934: Der bunte Schleier (The Painted Veil)
- 1935: Anna Karenina
- 1936: Die Kameliendame (Camille)
- 1937: Maria Walewska (Conquest)
- 1939: Ninotschka (Ninotchka)
- 1941: Die Frau mit den zwei Gesichtern (Two-Faced Woman)

A Man’s Man (1929) von James Cruze verwendet Archivmaterial von Greta Garbo und John Gilbert, das in die Handlung integriert wurde.

## Auszeichnungen
Oscar/Beste Hauptdarstellerin

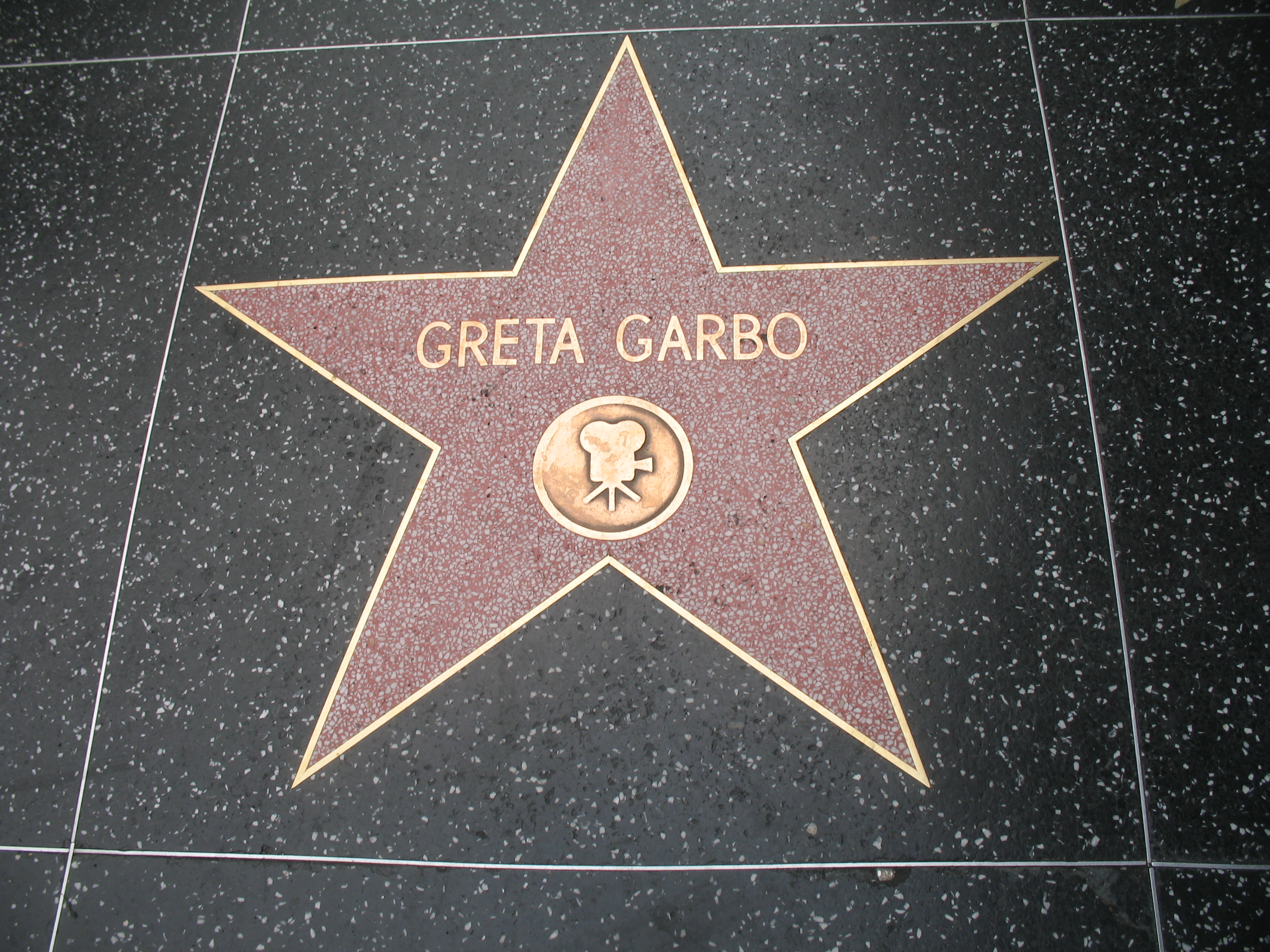
Garbos Stern auf dem Hollywood Walk of Fame

- Oscarverleihung 1930 (November): Nominierung – Anna Christie und Romanze
- Oscarverleihung 1938: Nominierung – Die Kameliendame
- Oscarverleihung 1940: Nominierung – Ninotschka
- Oscarverleihung 1955: Ehrenoscar – Für ihre unvergesslichen Filmdarstellungen

New York Film Critics Circle Awards
- 1936: Beste Darstellerin – Anna Karenina
- 1937: Beste Darstellerin – Die Kameliendame
- 1939: 2. Platz als beste Darstellern – Ninotschka
- 1941: 3. Platz als beste Darstellerin – Die Frau mit den zwei Gesichtern

Weitere Ehrungen
- 1960: Stern auf dem Hollywood Walk of Fame (6901 Hollywood Blvd.)
- 1983: Nordstern-Orden[27]
- Im Tafelservice berühmter Frauen von Vanessa Bell und Duncan Grant von 1934 ist ihr ein Teller gewidmet.